# Гуни, Мария
Мария Гуни-Папайоанну (греч. Μαρία Γκούνη-Παπαϊωάννου; род. 2004, Лерос, Южные Эгейские острова) — греческая футболистка, защитница ПАОКа из Салоник и национальной сборной Греции.

## Клубная карьера
Мария начала заниматься футболом в возрасте 8 лет в академии для мальчиков на родном для себя острове Лерос. В 2014 году вместе с семьёй год прожила в Пекине. После возвращения в Грецию присоединилась к академии «Этникос» в Неа-Макри. В 12-летнем возрасте вошла в состав «АО Врилиссия», выступавшего во втором по силе женском дивизионе страны. В 2019 году в составе сверстниц дошла до финала Кубка Греции среди девушек до 17 лет.
Летом 2020 года перешла в клуб высшего дивизиона чемпионата Греции «Олимпиада Имитос», в составе которого стала 4-й в сезоне 2020/21 и 5-й в сезоне 2021/22.
1 июля 2022 года заключила контракт с действовавшими чемпионками страны — клубом ПАОК. В первом же своём сезоне в новом клубе закрепилась в его стартовом составе и впервые стала чемпионкой Греции.

## Карьера в сборной
За молодёжную сборную Греции дебютировала 20 октября 2021 года: в отборочном матче к чемпионату Европы среди девушек до 19 лет, завершившемся со счётом 7:0, забила два гола в ворота свертниц из Казахстана.
На сборы основной сборной Греции впервые была вызвана в феврале 2024 года перед товарищескими матчами против Румынии и Турции. 22 февраля дебютировала за национальную команду, отыграв все 90 минут игры против румынок.